# 卡特勒鎮區 (堪薩斯州富蘭克林縣)
卡特勒鎮區（英語：Cutler Township）為位在美國堪薩斯州富蘭克林縣的鎮區。2010年美国人口普查中該鎮區人口有798人。

## 地理
卡特勒鎮區涵蓋面積111.39平方（43.01平方英里），境內包含1座城市：蘭圖爾。
該鎮區有東布蘭奇莫斯基托溪（East Branch Mosquito Creek）以及西布蘭奇莫斯基托溪（West Branch Mosquito Creek）等溪流通過。

## 交通
卡特勒鎮區擁有1座機場及降落跑道：Dempsay Farm機場。

## 外部連結
- USGS Geographic Names Information System (GNIS)（页面存档备份，存于）
- US-Counties.com
- City-Data.com（页面存档备份，存于）